# 李縣 (阿肯色州)
李縣（英語：Lee County）是美國阿肯色州東部的一個縣，東隔密西西比河與密西西比州相望。面積1,604平方公里。根據美國2000年人口普查，共有人口12,580人。縣治瑪麗安娜（Marianna）。
李縣成立於1873年4月17日。縣名是紀念曾任美國內戰南軍將領羅伯特·李（Robert E. Lee）。